# Poa hartzii ssp. alaskana
Poa hartzii ssp. alaskana là một phân loài cỏ trong họ hòa thảo, thuộc chi poa.